# Never Walk Alone... A Call to Arms
«Never Walk Alone...A Call to Arms» (en español: «Nunca caminarás solo, una llamada a mis brazos») es el tercer sencillo del álbum United Abominations del grupo de Thrash metal Megadeth. La canción es compleja ya que pose varios solos de guitarra, incluido uno en armonía.

## Video
El video de la canción muestra al grupo tocar en una ciudad que está siendo atacada por aviones bombarderos al parecer guiados por Vic Rattlehead (mascota del grupo). Cuando una bomba le llega a una estatua de un ángel esta estatua se reconstruye sola y ataca junto con otras 3 estatuas a los aviones destruyéndolos. Al final del video se ve claramente las tapaduras que usa vic en los ojos.

## Curisiodad
Se está debatiendo si tiene un mensaje bíblico por la nueva religiosidad de Dave Mustaine.